# ファンタズム (映画)
『ファンタズム』（原題：Phantasm）は、1979年公開のアメリカ合衆国のホラー映画。

## 概要
ドン・コスカレリ監督の出世作にして代表作。コスカレリは監督以外に製作、脚本、撮影、編集と1人5役をこなしている。シリーズ化されて5作目まで製作され、コスカレリのライフワークとなった。
ナイーブで孤独な少年の感受性が生み出した恐怖幻想を心のプリズムを通して描いて、アヴォリアッツ国際ファンタスティック映画祭審査員特別賞を受賞した。
人を襲う空飛ぶ銀色の球体「シルバー・スフィア」はこの映画の代名詞となった。

## あらすじ
繊細で孤独な13歳の少年マイクは、兄ジョディの友人の葬儀で奇妙なものを目撃する。異常に背の高い謎の男トールマンが、棺を車に放り込んでどこかへ去って行ったのだ。
その日から、マイクは悪夢のような出来事に次々と襲われていく。

## キャスト
| 役名           | 俳優                        | 日本語吹替                          |
| 役名           | 俳優                        | TBS版                               |
| -------------- | --------------------------- | ----------------------------------- |
| マイク         | A・マイケル・ボールドウィン | 松田辰也                            |
| ジョディ       | ビル・ソーンベリー          | 野島昭生                            |
| レジー         | レジー・バニスター          | 仲村秀生                            |
| トールマン     | アンガス・スクリム          | 千葉耕市                            |
| ラベンダーの女 | キャシー・レスター          | 荘司美代子                          |
| 不明 その他    |                             | 相見陽子 大橋進 加藤正之 小滝進     |
|                |                             |                                     |
| 演出           | 演出                        | 長野武二郎                          |
| 翻訳           | 翻訳                        | 柴田香代子                          |
| 効果           |                             |                                     |
| 調整           |                             |                                     |
| 制作           | 制作                        | ニュージャパンフィルム              |
| 解説           | 解説                        | 荻昌弘                              |
| 初回放送       | 初回放送                    | 1981年10月26日 『月曜ロードショー』 |

### ノベライゼーション
- ドン・コスカレリー著、三谷芙沙夫 翻訳『ファンタズム ある日、きみを襲う<異次元>の恐怖』二見書房（原著1979-11-1）。

## ファンタズムII
『ファンタズムII』（原題：Phantasm II)
1988年公開。前回での幻想的な作風から今回はアクションホラーへ趣向を変えている。マイクを演じた役者がマイケル・ボールドウィンからジェームス・レグロスに変わり、そのことが劇場公開当時話題となった。

### ストーリー
前作で異次元の悪魔トールマンに襲われた少年マイクは、その後もショックから立ち直れず精神病院にいた。ある日、遠くの町に住むエリザベスはテレパシー能力を通じてマイクと出会う、彼女はテレパシーによって以前からマイクやトールマンの存在を知っていた。そしてエリザベスの祖父の葬儀の夜、トールマンが動き出す。マイクとレジーはトールマンの野望を打ち砕くべく再び対決する。

### キャスト
- マイク - ジェームズ・レグロス（鈴置洋孝）
- レジー - レジー・バニスター（英語版）（池田勝）
- エリザベス - ポーラ・アーヴィン（英語版） (佐々木優子)
- トールマン - アンガス・スクリム（大塚周夫）

吹替その他 - 嶋俊介／勝生真沙子／巴菁子／中野聖子

### 日本語版制作スタッフ
- 演出：藤山房伸
- 翻訳：長谷川恵子
- 調整：遠西勝三
- 選曲：佐藤良介
- 制作：千代田プロダクション

※吹替はBD/VHS版。